# 捲尾猴水晶
捲尾猴水晶是一只雌性的卷尾猴动物演员，由好莱坞最大的动物供应商Birds & Animals Unlimited收购和培训。她的演艺事业开始于迪士尼1997年的真人电影《森林泰山》。2006年，她出演了《博物馆奇妙夜》中恼人的猴子德克斯特，2011年出演了《宿醉2》中的毒贩猴子。2012年出演了电视喜剧《动物诊所》中的Rizzo医生。

## 演艺生涯

### 环球影城
1996年，好莱坞最大的动物供应商Birds & Animals Unlimited派其中一名培训师在佛罗里达州购买卷尾猴。虽然Birds & Animals Unlimited更喜欢训练年幼的猴子，接近一歲的最好，但是一只犬齿都露出来的两岁半卷尾猴被推荐了出来。最后培训师决定买下她和另外两只卷尾猴。之后，三位职员收到了这三个猴子，其中一位叫汤姆·冈德森的职员先让另外两个人挑他们的猴子，最後接下那只露出犬齒的猴子。冈德森當時已在公司工作了几年，并且在佛羅里達環球影城进行动物舞台表演。他給她取名叫水晶（Crystal），和乡村音乐歌手克莱斯托·吉儿（Crystal Gayle）同名。《纽约杂志》的本杰明·华莱士写道，「這好比她生來就是要表演似的」。
冈德森和水晶曾一起在动物舞台表演了八年。因为舞台表演充满了烟火和欢呼的人群，冈德森叫它“新兵训练营”，并且说这也是一种让猴子成长和适应新环境的好方法。不像那些对高分贝音乐和孩子恐惧的猴子，水晶对这些表现得非常成熟。

### 电视与电影作品
水晶于1997年的电影《森林泰山》中初次亮相，到了2011年，她已經出演了20多部电影。《纽约杂志》的华莱士说：“她在互联网电影资料库（IMDb）上比大她三倍年龄的演员更受欢迎”。《今日美国》称她为好莱坞最热门的猴子，而《洛杉磯時報》則称她为好莱坞最强宠物。
她也曾在《博物馆奇妙夜》、《博物馆奇妙夜2》和《博物馆奇妙夜3》中扮演德克斯特。在《博物馆奇妙夜2》中，男主角本·斯蒂勒开玩笑说，我真的没办法喜欢这个猴子，她能在任何角度扇我耳光。
在2011年大卫·哈塞尔霍夫的电影《拯救小兔》中她作为友情客串，还在NBC的喜剧《废柴联盟》中与郑肯等一起出演，并在2011年圣迭戈国际漫画展中在《废柴联盟》专区亮相。
在2011年的电影《宿醉2》中，她的角色是一隻贩毒的猴子。当时导演托德·菲利普斯开玩笑说她在为了这部电影学会吸烟之后变得开始对烟草上瘾了。但在之后菲利普斯解释说，实际上她在电影拍摄过程中从未点燃过香烟，烟草的烟雾是在后期製作中添加的，而且香烟只是陶瓷模型。但是善待动物组织仍然抗议水晶在电影中的出现，因为工作室使用动物进行娱乐并且没有标明美国人道协会的免责声明“没有动物在电影中受到伤害”。水晶在《宿醉》、《废柴联盟》中合作的演员郑肯称赞她说，她太棒了，她不是一只猴子，她是一位演员。而且她可能是我合作过最好的演员了。
同年，她在弗兰克·克拉斯执导的电影《动物园守卫》中出演猴子唐纳德，并由亚当·桑德勒配音。在卡梅伦·克罗的电影《我家买了动物园》中她作为她自己的身份参与电影的拍摄。
在体操运动员加布丽埃勒·道格拉斯在2012年夏季奧林匹克運動會體操女子個人全能比賽中获得金牌后，NBC播出了一个水晶晃动体操环的商业广告。《纽约杂志》的华莱士称其为“令人尴尬的对比”，并且在Twitter上引发了关于种族主义的争论。这则广告曾播放了三次，宣傳NBC即将推出的电视剧《动物诊所》。
在2012年的电视剧《动物诊所》中水晶扮演了兽医乔治的助手Rizzo医生。在剧集因收视率过低而被停播之前，她每集节目能拿到12000美元，總共九集的總收入是好莱坞一般演员的两倍多。

## 个人生活
水晶和她在加利福尼亚洛杉矶的教练汤姆冈德森住在一起。同住在这里的还有狗、马、猫和另一只叫做Spuirt的雌性卷尾猴。水晶与冈德森、冈德森的妻子、另一只卷尾猴，还有一只吉娃娃共用一张床垫，她每天都睡八个小时以上。

## 影视作品

### 电影
| 年份   | 作品名          | 角色       |
| ------ | --------------- | ---------- |
| 1997年 | 森林泰山        | 猴子       |
| 1998年 | 怪医杜立德      | 醉酒猴子   |
| 1999年 | 美国派          | 猴子       |
| 2000年 | 惊魂摄魄        | Bobo       |
| 2001年 | 怪医杜立德2     | 醉酒猴子   |
| 2006年 | 博物馆奇妙夜    | 德克斯特   |
| 2009年 | 博物馆奇妙夜2   | 德克斯特   |
| 2011年 | 宿醉2           | 贩毒猴子   |
| 2011年 | 动物园守卫      | 猴子唐纳德 |
| 2011年 | 我家买了动物园  | 自己       |
| 2013年 | 宿醉3           | 贩毒猴子   |
| 2014年 | 博物馆奇妙夜3   | 德克斯特   |
| 2015年 | 罗素的疯狂      | Hunk       |
| 2016年 | 向上猴子        | 蒙蒂       |
| 2016年 | 卷尾猴吉比      | 吉比       |
| 2016年 | 101岁老人跷家去 | 埃兰德     |

### 电视剧
| 年份        | 作品名         | 角色         |
| ----------- | -------------- | ------------ |
| 2002年      | 马尔柯姆的一家 | 奥利弗       |
| 2010-2013年 | 废柴联盟       | 安妮的Boobs  |
| 2011年      | 生活大爆炸     | 吸烟猴子里奇 |
| 2012年      | 动物诊所       | Rizzo医生    |

### 短片
| 年份   | 作品名             | 角色     |
| ------ | ------------------ | -------- |
| 2014年 | 漫威短片：王者万岁 | 酒吧猴子 |

## 外部連結
- 捲尾猴水晶在互联网电影资料库（IMDb）上的資料（英文）